# Alexander Löhr
Alexander Löhr (Drobeta-Turnu Severin, 20 mei 1885 – Belgrado, 26 februari 1947) was een Oostenrijks officier in het Oostenrijks-Hongaarse leger, het Oostenrijkse leger, de Luftwaffe van de Wehrmacht en opperbevelhebber op de Balkan. Aan het einde van zijn loopbaan werd hij benoemd tot kolonel-generaal.

## Carrière
In 1934 werd Löhr commandant van de kleine Oostenrijkse luchtmacht, een positie die hij zou behouden tot de Anschluss in 1938. Op 15 maart 1938 werd hij overgeplaatst naar de Luftwaffe alwaar hij commandant werd van de Duitse luchtmacht in Oostenrijk. Hij was commandant van Luftflotte 4 van mei 1939 tot juni 1942. Onder zijn commando werd Warschau in september 1939 gebombardeerd en Belgrado in april 1941. Op 3 mei 1941 werd hij bevorderd tot kolonel-generaal. Löhr voerde het bevel over het 12e Leger van 12 juli 1942 tot december 1942. Tot 1945 was hij nog Oberbefehlshaber Südost (Opperbevelhebber Zuidoost) en ook commandant van Heeresgruppe E totdat hij zich op 9 mei 1945 overgaf aan Sloveense partizanen.
Löhr werd door de Joegoslaven in de gevangenis gezet en uiteindelijk werd hij op 26 februari 1947 schuldig bevonden aan oorlogsmisdaden en geëxecuteerd door een vuurpeloton.

## Militaire loopbaan
- Leutnant: 18 augustus 1906[1]
- Oberleutnant: 1 november 1911[1]
- Hauptmann: 1 maart 1915[1]
- Major: 1 juli 1920[1]
- Oberstleutnant: 1 januari 1921[1]
- Oberst: 20 juli 1928[1][3]
- Generalmajor: 25 september 1934[1][3]
- Generalleutnant: 24 maart 1938[1][3]
- General der Flieger: 25 maart 1939[1]
- Generaloberst: 3 mei 1941[1]

## Onderscheidingen
Selectie:
- Ridderkruis van het IJzeren Kruis (nr.4) op 30 september 1939 als General der Flieger en Commandant van de Luftflotte 4[1][4][5]
- Ridderkruis van het IJzeren Kruis met Eikenloof (nr.705) op 20 januari 1945 als Generaloberst en Bevelhebber van de Heeresgruppe E[1][4][5]
- IJzeren Kruis 1939, 1e Klasse (12 september 1939[1][5]) en 2e Klasse (25 september 1939[1][5])
- Ridder in de Frans Jozef-orde met Oorlogsdecoratie[1]
- Kruis voor Militaire Verdienste (Oostenrijk-Hongarije), Derde klasse[5] met Oorlogsdecoratie en Zwaarden
- Zilveren Signum Laudis[5] met Oorlogslint en Zwaarden[1]
- Bronze Signum Laudis[5] met Oorlogslint en Zwaarden[1]
- Gewondenmedaille (Oostenrijk-Hongarije) (vier verwondingen)[1][5]
- Gezamenlijke Piloot-Observatiebadge in Goud met Diamanten[1]
- Orde van Militaire Verdienste (Beieren), 4e Klasse met Zwaarden
- Orde van Michaël de Dappere, 2e klasse (29 juli 1942)[5] en 3e Klasse (19 september 1941)[5]
- Ridder in de Orde voor Dappere Vliegeniers op 11 oktober 1941[5]
- Hij werd meerdere malen genoemd in het Wehrmachtsbericht. Dat gebeurde op:
- 12 april 1941[1][5][6]
- 23 april 1941[1][5][7]
- 8 augustus 1941[1][5][8]
- 11 oktober 1941[1][5][9]
- 12 oktober 1941[1][5][9]
- 19 mei 1942[1][5][10]
- 20 mei 1942[1][5][11]
- 30 mei 1942[5][12]
- 26 juni 1944[1][5][13]
- 19 januari 1945[1][5][14]
- 9 mei 1945[1][5][15]